# Smelly Nelly
Smelly Nelly ist ein Lied der schweizerischen Hard-Rock-Band Krokus.

## Hintergrund
Der Song „Smelly Nelly“ stammt aus dem Album Hardware, dem insgesamt fünften Studiowerk von Krokus überhaupt. Der auf den meisten Editionen des 1981 erschienenen Albums an Position 3 gesetzte Song – lediglich bei der speziellen US-amerikanischen LP-Edition, die eine signifikant andere Titelliste aufweist, steht er auf Position 4 – wurde von Tommy Kiefer, Fernando von Arb und Chris von Rohr gemeinsam geschrieben. „Smelly Nelly“ war der einzige Songwriter-Beitrag von Tommy Kiefer zu Hardware, und da der Leadgitarrist sofort nach der Veröffentlichung des Albums entlassen wurde, schließlich auch sein letzter Songwriter-Beitrag für die Band insgesamt. Im Gegensatz zu anderen Kompositionen des Albums wie „Rock City“, „Easy Rocker“, „Winning Man“ und „Celebration“ tauchte der Song, zu dem kein Videoclip produziert wurde, schon lange nicht mehr im Liveprogramm der schweizerischen Formation auf.

## Veröffentlichung als Single
„Smelly Nelly“ war nach „Rock City“ die zweite reguläre Singleauskopplung aus dem Studioalbum Hardware und somit die siebte Single von Krokus insgesamt. Wie all ihre Vorgänger zuvor konnte sich die Veröffentlichung aber in keiner Hitliste platzieren. „Smelly Nelly“ erschien in zwei verschiedenen Editionen: einer deutschen 7″-Single mit Coverartwork und einer französischen 7″-Promosingle, die ohne spezielles Krokus-Coverartwork erschien. Während die deutsche Edition der Single den ebenfalls auf Hardware enthaltenen Song „Burning Bones“ als B-Seite aufweist, wurde die französische Promovariante durch die auch auf Hardware befindliche B-Seite „Easy Rocker“ ergänzt.

## Titelliste
Deutsche 7″-Single
1. Smelly Nelly (3:38) (Tommy Kiefer/Fernando von Arb/Chris von Rohr)
2. Burning Bones (3:34) (von Arb/von Rohr/Marc Storace)

Französische 7″-Promosingle
1. Smelly Nelly (3:38) (Kiefer/von Arb/von Rohr)
2. Easy Rocker (5:27) (von Arb/von Rohr)

## Besetzung
- Gesang: Marc Storace
- Leadgitarre: Tommy Kiefer
- Rhythmusgitarre: Fernando von Arb
- Bass: Chris von Rohr
- Schlagzeug: Freddy Steady